# Parcul Național Kinabalu
Parcul Național Kinabalu (malaieză: Taman Negara Kinabalu) este unul din primele parcuri naționale din Malaysia, înființat în 1964. În decembrie 2000 a fost înscris în lista Patrimoniului Mondial UNESCO, fiind primul sit din Malaysia care a apărut în listă. Situat pe coasta de vest a statului Sabah, acoperă o suprafață de 754 km² care înconjoară Muntele Kinabalu, cel mai înalt munte de pe insula Borneo. Este un sit biologic de importanță deosebită, adăpostind peste 4.500 de specii de floră și faună, inclusiv 326 de specii de păsări și 100 de specii de mamifere.